# Solås
Solås ist ein norwegischer Familienname.

## Namensträger
- Eyvind Solås (1937–2011), norwegischer Musiker, Komponist und Schauspieler
- Håvard Solås Taugbøl (* 1993), norwegischer Skilangläufer
- Kjerstin Boge Solås (* 1997), norwegische Handballspielerin
- Monica Kristensen Solås (* 1950), norwegische Polarforscherin und Schriftstellerin
- Ragne Solås (Pseudonym von Olga Gjeterud) (1904–1997), norwegische Schriftstellerin
- Steinar Solås Suvatne, norwegischer Musiker